# Prionota (Prionota) nigriceps
Prionota (Prionota) nigriceps is een tweevleugelige uit de familie langpootmuggen (Tipulidae). De soort komt voor in het Oriëntaals gebied.